# ژان-پل فان پوپل
ژان-پل فان پوپل (هلندی: Jean-Paul van Poppel؛ زادهٔ ۳۰ سپتامبر ۱۹۶۲) دوچرخه‌سوار اهل هلند است.
از باشگاه‌هایی که در آن رکاب زده‌است می‌توان به تیم لوتوان‌ال–یومبو، تیم دوچرخه‌سواری پی‌دی‌ام، و تیم دوچرخه‌سواری پاناسونیک اشاره کرد.